# Гагарин, Пётр Дмитриевич
Князь Пётр Дми́триевич Гага́рин (3 (15) марта 1827 — 20 января (1 февраля) 1888) — адъютант и биограф фельдмаршала князя А. И. Барятинского, представитель младшей ветви рода Гагариных.

## Биография
Сын керченского градоначальника генерал-майора князя Дмитрия Ивановича Гагарина (1797—1875) от брака (с 9 июня 1826 года) с Софьей Петровной Ивашкиной.
Братья: Иван (1830—1889), Александр (1834—1866) и Константин (1841—1916). Сёстры: Аглаида (1820-е—01.1865), Екатерина (1828— 11.4.1904), Лидия (1829— ?), Елизавета (1830— ?), Александра (1834— ?).
В 1847 году окончил Ришельевский лицей в Одессе, после чего поступил в Кабардинский 80-й пехотный полк. В 1852 году Гагарин был назначен адъютантом к князю А. И. Барятинскому. Вышел в отставку в звании капитана. До конца дней своих он сохранил глубокое уважение к памяти фельдмаршала — своего начальника и крёстного отца старшего сына.
«Воспоминания о фельдмаршале князе А. И. Барятинском» князь Гагарин напечатал в «Русском Вестнике» (1888, № 7). Они были записаны А. П. Мальшинским, поскольку сам Гагарин в последние годы жизни страдал «нервным утомлением и слабостью глаз». В «Воспоминаниях…», охватывающих 1847—1860 года, описана деятельность А. И. Барятинского на Кавказе, дана его характеристика. Здесь же П. Д. Гагарин рассказал о генералах В. М. Козловском и М. Д. Скобелеве, а также описал эпизод из походной жизни Л. Н. Толстого в бытность последнего ещё артиллерийским юнкером. Воспоминания о встречах на Кавказе с Л. Н. Толстым были опубликованы отдельно в Русской старине (1906, Т. 75).
Скончался в январе 1888 году в Петербурге и был похоронен в Александро-Невской лавре на Тихвинском кладбище. По отзыву А. А. Половцева, князь Гагарин был «недурной, но достаточно пустой человек, любивший рассуждать и говорить много вздора, в особенности на тему народной политики».

## Семья

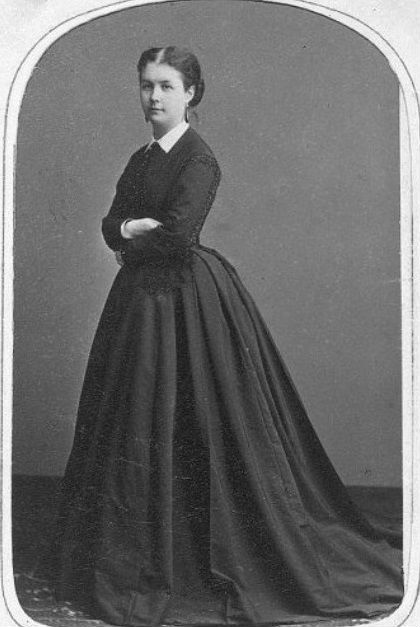
Анастасия Гагарина (1866)

Жена (с 04 ноября 1856 года) — графиня Анастасия Александровна Стенбок-Фермор (08.09.1837—01.12.1891), дочь Александра Ивановича Стенбок-Фермора (14.9.1809—19.5.1852) от брака Надежды Алексеевны Яковлевой (05.01.1815—03.10.1897); сестра генерал-лейтенанта А. А. Стенбок-Фермора и княгини Н. А. Барятинской. Крещена 22 сентября 1837 года в Исаакиевском соборе; венчалась с князем Гагариным там же. По матери, одной из богатейших женщин в России, княгиня Гагарина была наследницей купца-миллионера С. Я. Яковлева. По словам современницы, по внешнему виду супруги Гагарины напоминали окружающим Дездемону и Отелло:

Крупные черты князя, его чёрные глаза, в которых так легко загорались искры страсти или гнева (и при этом смуглое лицо его бледнело до губ), а также черные кудрявые волосы — все это представляло резкий контраст с изящной, грациозной фигурой его жены, с тонким, округленным станом, с её лебединой поступью, мягкими движениями и с белокурыми волосами на изящной головке, с красивыми тонкими чертами и очаровательной улыбкой, с которой она смотрела на окружающих её лиц, так и на жизнь. Несмотря на свою удивительную кротость, она имела стойкий характер и сильную волю, много светского остроумия и инстинктивного понимания вещей при сравнительно малой культуре; вопросы абстрактные её не занимали, за исключением религиозных. Вера же её была ясна и по детски проста.
 В браке имели детей:
- Александр (16.08.1857—21.2.1903), генерал-майор, умер от порока сердца в Ницце, похоронен там же на православном кладбище;
- Анна (1858—1911), замужем (с 1875) за князем Константином Константиновичем Голицыным (1854—1934), внуком Ф. С. Голицына[12];
- Софья (15.07.1859—10.09.1915), замужем (с 17.01.1882) за графом В. А. Гендриковым;
- Дмитрий (29.07.1860—02.09.1895, Екатеринбург[13]);
- Надежда (05.06.1873—09.07.1915), замужем (с 04.04.1893) за графом В. В. Гудовичем[2].

## Избранные труды
- Гагарин П. Д. Воспоминания о фельдмаршале князе А. И. Барятинском [Со слов кн. Гагарина записано А. П. Мальшинским]//Русский Вестник. — 1888. — № 7. — С. 126—142.